# Liste der Kulturdenkmale in Willenscharen
In der Liste der Kulturdenkmale in Willenscharen sind alle Kulturdenkmale der schleswig-holsteinischen Gemeinde Willenscharen (Kreis Steinburg) aufgelistet (Stand: 10. März 2025).

## Legende
In den Spalten befinden sich folgende Informationen:
- Objekt-ID: die Nummer des Kulturdenkmales
- Lage: die Adresse des Kulturdenkmales und die geographischen Koordinaten. Kartenansicht, um Koordinaten zu setzen. In der Kartenansicht sind Kulturdenkmale ohne Koordinaten mit einem roten Marker dargestellt und können in der Karte gesetzt werden. Kulturdenkmale ohne Bild sind mit einem blauen Marker gekennzeichnet, Kulturdenkmale mit Bild mit einem grünen Marker.
- Offizielle Bezeichnung: Bezeichnung des Kulturdenkmales
- Beschreibung: die Beschreibung des Kulturdenkmales
- Bild: ein Bild des Kulturdenkmales

## Bauliche Anlagen
| Objekt-ID     | Lage                                             | Offizielle Bezeichnung | Beschreibung | Bild            |
| ------------- | ------------------------------------------------ | ---------------------- | --- | --------------- |
| 54247         | Am Wallberg 12 (54° 0′ 37″ N, 9° 48′ 31″ O)      | ehem. Altenteilerhaus  | ehem. Altenteilerhaus; 1907, Bauherr Claus Gripp; eingeschossiger, traufständiger Ziegelbau mit Drempelgeschoss unter Halbwalmdach, zweigeschossiger Seitenrisalit unter Satteldach; Holzpavillon im Garten - Begründung: geschichtlich, städtebaulich - Schutzumfang: ehem. Altenteilerhaus, Holzpavillon - Denkmaltyp: Bauliche Anlage                | BW              |
| 1532          | Arpsdorfer Straße 1 (54° 0′ 39″ N, 9° 48′ 35″ O) | Fachhallenhaus         | Fachhallenhaus; 18. Jh.; reetgedecktes Fachwerkfachhallenhaus unter Satteldach mit Schopf, nördlicher Stallanbau unter Mansarddach in Ziegelbauweise, ehem. Abnahmehaus integrierend; Hausbäume vor westlichem Wohngiebel - Begründung: geschichtlich, Kulturlandschaft prägend - Schutzumfang: Fachhallenhaus, Hausbäume - Denkmaltyp: Bauliche Anlage | BW              |
| 4080 Wikidata | Arpsdorfer Straße 1 (54° 0′ 39″ N, 9° 48′ 34″ O) | Hof Gripp: Scheune     | Alteintragung (Aktualisierung vorgesehen) - Begründung: Alteintragung (Aktualisierung vorgesehen) - Schutzumfang: Alteintragung (Aktualisierung vorgesehen) - Denkmaltyp: Bauliche Anlage | Fotos hochladen |
| 2758 Wikidata | Arpsdorfer Straße 3 (54° 0′ 40″ N, 9° 48′ 38″ O) | Hof Gripp: Rauchkate   | Alteintragung (Aktualisierung vorgesehen) - Begründung: Alteintragung (Aktualisierung vorgesehen) - Schutzumfang: Alteintragung (Aktualisierung vorgesehen) - Denkmaltyp: Bauliche Anlage | BW              |

## Quelle
- Liste der Kulturdenkmale in Schleswig-Holstein – Kreis Steinburg

- Karte mit allen Koordinaten:
- OSM |
- WikiMap